# Dihydromorfin
Dihydromorfin, (3,6-dihydroxi-17-metyl-4,5-epoximorfinan), summaformel C17H21NO3, är en halvsyntetisk opioid strukturellt relaterad till och härledd från morfin. 7,8-dubbelbindningen i morfin reduceras till en enkelbindning för att få dihydromorfin.
Dihydromorfin är ett måttligt starkt smärtstillande medel och används kliniskt vid behandling av smärta och är också en aktiv metabolit av det smärtstillande opioidläkemedlet dihydrokodein. Dihydromorfin förekommer ibland i spårmängder i analyser av opium, liksom dihydrokodein, dihydrotebain, tetrahydrotebain etc. Processen för tillverkning av dihydromorfin från morfin för farmaceutiskt bruk utvecklades i Tyskland i slutet av 1800-talet, med syntesen publicerad 1900 och läkemedlet introducerades kliniskt som Paramorfan kort därefter. En högavkastningssyntes från tetrahydrotebain utvecklades senare.

## Medicinsk användning
Dihydromorfin används för hantering av måttlig till svår smärta som den som förekommer vid cancer. Det är dock mindre effektivt vid behandling av neuropatisk smärta och anses i allmänhet vara olämpligt och ineffektivt för psykologisk smärta.
Dihydromorfin, ofta märkt med isotopentritium i form av [3H] -dihydromorfin, används i vetenskaplig forskning för att studera bindning av opioidreceptorerna i nervsystemet.
Dihydromorfin är något starkare än morfin som smärtstillande medel med liknande biverkningsprofil. Den relativa styrkan hos dihydromorfin är cirka 1,2 gånger morfin. Som jämförelse är den relativa styrkan av dihydrokodein cirka 1,2 till 1,75 gånger den för kodein.

## Farmakologi
Dihydromorfin fungerar som en agonist vid μ-opioid (mu) med ett ki-värde på 2,5 nM jämfört med 4,9 nM morfin,δ-opioid(delta) med ett ki-värde på 137 nM jämfört med 273 nM morfin och κ-opioid(kappa) med ett ki-värde på 223 nM jämfört med 227 nM morfin. Dihydromorfin är därför något mer Mu-selektivt än morfin. Agonist för μ-opioid- och δ-opioidreceptorerna är till stor del orsak till de kliniska effekterna av opioider som dihydromorfin med den μ agonismen som ger mer analgesi än δ.

## Säkerhet
Substansen är narkotikaklassad och ingår i förteckningen N I i 1961 års allmänna narkotikakonvention, samt i förteckning II i Sverige.